# Halmstads Sankt Nikolai distrikt
Halmstads Sankt Nikolai distrikt är ett distrikt i Halmstads kommun och Hallands län. 
Distriktet ligger i Halmstad. 

## Tidigare administrativ tillhörighet
Distriktet inrättades 2016 och utgör en del av området som Halmstads stad omfattade fram till 1967.
Området motsvarar den omfattning Sankt Nikolai församling hade 1999/2000 och fick 1962 efter utbrytning av Martin Luthers församling.